# Устье Кундыш
 Устье Кундыш  (Устье-Кундыш, Усть-Кундыш) — поселок в Медведевском районе Республики Марий Эл. Входит в состав Сидоровского сельского поселения.

## География
Находится на расстоянии приблизительно 27 км по прямой на юг от города Йошкар-Ола, на правом берегу реки Малая Кокшага, чуть ниже по течению от устья реки Малый Кундыш на её левом берегу.

## История
Известен с 1926 года как казенный дом с 4 хозяйствами и 6 жителями. В 1920-е годы здесь образовалось лесотехническое хозяйство «Устье-Кундыш». В 1932 году на территории лесоучастка Устье-Кундыш числилось 57 жителей. К середине 40-х годов лесной участок стал именоваться поселком. С 1944 года здесь находится Устье-Кундышское лесничество Куярского лесхоза. С 1955 года жители поселка являлись членами колхоза имени Жданова, центральная усадьба которого находилась в деревне Большое Чигашево (ныне в составе Йошкар-Ола). В 1959 года, в поселке проживали постоянно 97 человек, большинство — русские. В 1972 году на территории поселка находилось 31 хозяйство, проживали 125 человек. В 1970-е годы контора Устье-Кундышского лесничества была перенесена в поселок Студёнка Медведевского района, туда же переехало большинство жителей.

## Население
Население составляло 2 человека (русские 100 %) в 2002 году.
| 2010 | 2011 | 2012 | 2013 | 2014 | 2015 | 2016 |
| ---- | ---- | ---- | ---- | ---- | ---- | ---- |
| 2    | →2   | →2   | →2   | →2   | →2   | →2   |
| 2017 | 2018 | 2019 | 2020 |      |      |      |
| →2   | →2   | →2   | →2   |      |      |      |